# 上村英司
上村 英司（かみむら えいじ、1970年〈昭和45年〉10月26日 - ）は、日本の政治家。元山梨県北杜市長（1期）。元北杜市議会議員（1期）。

## 来歴
山梨県須玉町大豆生田（現・北杜市）に生まれる。須玉町長を務めた上村慶一は祖父。元須玉町議会議員の上村幸年は父親。須玉町立須玉中学校（現・北杜市立須玉中学校）、駿台甲府高等学校卒業。1993年（平成5年）3月、慶應義塾大学商学部卒業。同年4月、サントリーに就職。
2000年（平成12年）、家業を継ぐためサントリーを退職し、帰郷。酒類卸売業の上村商店を営む。
2012年（平成24年）、北杜市議会議員に初当選。
2016年（平成28年）11月13日に行われた北杜市長選挙に自民党会派の浅川力三県議と北杜市商工会会長の支援を受けて立候補するも次点で落選。
※当日有権者数：41,170人 最終投票率：71.99%（前回比：pts）
| 候補者名 | 年齢 | 所属党派 | 新旧別 | 得票数   | 得票率 | 推薦・支持 |
| -------- | ---- | -------- | ------ | -------- | ------ | ---------- |
| 渡辺英子 | 70   | 無所属   | 新     | 10,371票 | 35.63% |            |
| 上村英司 | 46   | 無所属   | 新     | 10,045票 | 34.51% |            |
| 篠原真清 | 65   | 無所属   | 新     | 8,689票  | 29.85% |            |

2020年（令和2年）11月15日に行われた市長選挙に再挑戦。元自民党県議の大柴邦彦、現職の渡辺英子、元市議の池田恭務らを激戦の末破り、初当選した。11月28日、市長就任。
※当日有権者数：40,003人 最終投票率：73.18%（前回比：+1.19pts）
| 候補者名 | 年齢 | 所属党派 | 新旧別 | 得票数  | 得票率 | 推薦・支持 |
| -------- | ---- | -------- | ------ | ------- | ------ | ---------- |
| 上村英司 | 50   | 無所属   | 新     | 9,381票 | 32.44% |            |
| 大柴邦彦 | 62   | 無所属   | 新     | 9,274票 | 32.07% |            |
| 渡辺英子 | 74   | 無所属   | 現     | 6,060票 | 20.96% |            |
| 池田恭務 | 47   | 無所属   | 新     | 4,201票 | 14.53% |            |

2024年（令和6年）11月17日に行われた市長選挙で大柴に962票差で破れ再選はならなかった。※当日有権者数：39320人 最終投票率：67.95%（前回比：-5.23pts）
開票結果は当選 大柴邦彦（66歳）無所属 新 11,531票（43.60%）、上村英司（54歳）無所属 現 10,560票（39.97%）、猪原弘子（53歳）無所属 新 4,344票（16.43%）だった。